# マルチェージネ
マルチェージネ（伊: Malcesine）は、イタリア共和国ヴェネト州ヴェローナ県にある、人口約3,600人の基礎自治体（コムーネ）。

## 地理

### 位置・広がり

#### 隣接コムーネ
隣接するコムーネは以下の通り。
- アーヴィオ (TN)
- ブレントーニコ (TN)
- ブレンゾーネ
- フェッラーラ・ディ・モンテ・バルド
- リモーネ・スル・ガルダ (BS)
- ナーゴ＝トルボレ (TN)
- リーヴァ・デル・ガルダ (TN)
- ティニャーレ (BS)
- トレモージネ (BS)

### 気候分類・地震分類
気候分類では、zona E, 2131 GGに分類される。
また、イタリアの地震リスク階級 (it) では、zona 2 (sismicità media) に分類される。